# 芭芭拉·贝伦贝格
芭芭拉·贝伦贝格（德語：Barbara Bellenberg，1993年7月19日—），德國女子羽毛球運動員。

## 簡歷
2014年3月，芭芭拉·贝伦贝格出戰羅馬尼亞羽毛球國際賽，與拉蒙纳·哈克斯合作贏得女子雙打比賽冠軍。

## 主要比賽成績
只列出曾進入準決賽的國際賽事成績：
| 年份   | 賽事                 | 公開賽級別 | 項目     | 拍檔          | 成績   |
| ------ | -------------------- | ---------- | -------- | ------------- | ------ |
| 2014年 | 羅馬尼亞羽毛球國際賽 | 國際系列賽 | 女子雙打 | 拉蒙纳·哈克斯 | 冠軍   |
| 2016年 | 希臘羽毛球公開賽     | 國際系列賽 | 女子雙打 | 伊娃·詹森斯   | 亞軍   |
| 2016年 | 巴西羽毛球大獎賽     | 大獎賽     | 女子雙打 | 伊娃·詹森斯   | 冠軍   |
| 2016年 | 巴西羽毛球大獎賽     | 大獎賽     | 混合雙打 | 法比安·霍尔茨 | 準決賽 |

| 2007-2017年 | 首要超級賽 | 超級賽 | 黃金大獎賽 | 大獎賽 | 國際挑戰賽 | 國際系列賽 | 未來系列賽 | 其他 |

| 2018-2026年 | 總決賽 | 超級1000賽 | 超級750賽 | 超級500賽 | 超級300賽 | 超級100賽 | 國際挑戰賽 | 國際系列賽 | 未來系列賽 | 其他 |